# Croatia Open Umag 2018
Croatia Open Umag 2018 — тенісний турнір, що проходив на ґрунтових кортах у місті Умаг, Хорватія з 16 липня. Належав до категорії ATP World Tour 250, був турніром серії Відкритий чемпіонат Хорватії з тенісу 2018 року.

## Фінальна частина

### Одиночний розряд
Марко Чеккінато —  Гідо Пелья 6–2, 7–6(7–4)

### Парний розряд
Робін Гаасе /  Матве Мідделкоп —  Роман Єбави /  Їржі Веселий 6–4, 6–4